# تدريب الكلب
تدريب الكلب أو ترويض الكلب مصطلح يشير إلى نوع من أنواع تدريب الحيوانات، فهو عملية تربوية منهجية تهدف إلى تعليم الكلاب المهارات السلوكية والطاعة، وتعزيز العلاقة بين الكلب وصاحبه. تتعدد طرق التدريب، لكن الهدف الأساسي يتمثل في بناء سلوك إيجابية والحد من التصرفات غير المرغوب فيها، وتوطيد الرابطة العاطفية والتفاعل الجيد مع البشر والحيوانات الأخرى.

## تاريخ تدريب الكلاب
تُعد الكلاب من أوائل الحيوانات التي تم تدجينها من قبل البشر، وهناك نظريتان رئيسيتان حول كيفية نشوء العلاقة بين البشر والكلاب. الأولى تقول إن البشر كانوا يسرقون جراء الذئاب ويجلبونها إلى مخيماتهم. الثانية تشير إلى أن الذئاب بدأت تلاحظ أنها تستطيع الحصول على الطعام بسهولة من البشر، وبالتالي بدأت تقترب من المخيمات للحصول على الطعام.
تعود ممارسة تدريب الكلاب إلى العصور القديمة، حيث كانت الكلاب تُستخدم لأغراض متعددة مثل الرعي، والصيد، والحراسة، وجر العربات، والمرافقة. في البداية، كان التدريب يقتصر على استخدام الكلاب في العمل فقط، ومع مرور الوقت، وخاصة من القرن العشرين وصاعدًا، تطور تدريب الكلاب ليشمل جوانب متعددة من حياتهم اليومية، مثل الطاعة والتفاعل مع البشر والكلاب الأخرى، بالإضافة إلى تدريب الكلاب على أداء مهام محددة لخدمة الإنسان.

## أنواع تدريب الكلاب
هناك عدة أنواع من تدريب الكلاب والتي يمكن تقسيمها حسب مستوى التدريب وأهدافه:

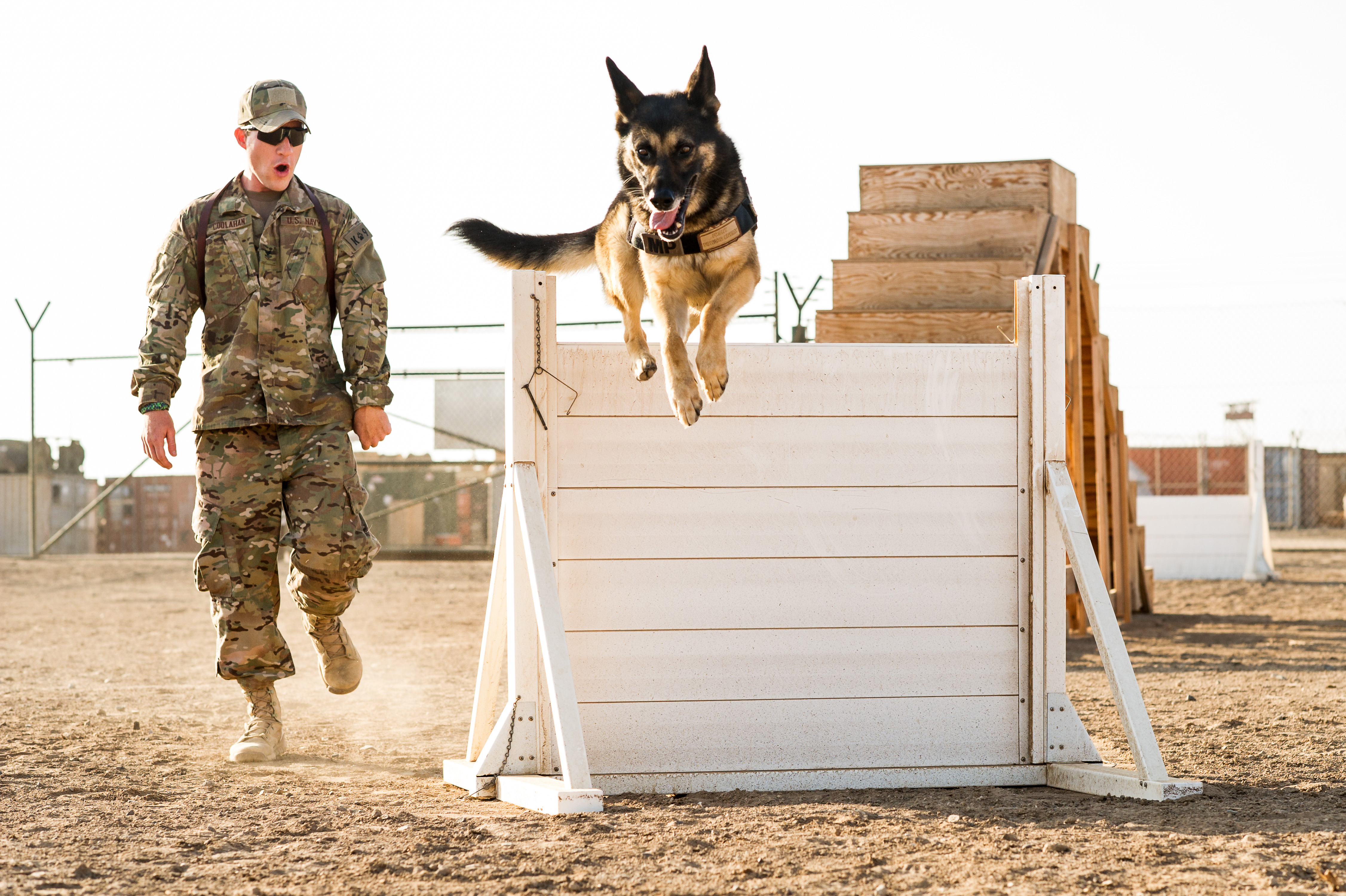
مدرب كلاب أمريكي في بحرية الولايات المتحدة خلال التدريب

تدريب الطاعة الأساسية، يشمل تعليم الكلب بعض الأوامر الأساسية مثل "اجلس"، "تعال"، "ابق"، "لا"، وهي الأوامر التي تضمن الطاعة وتساعد على التحكم في سلوك الكلب.
تدريب حل المشاكل، يتضمن تعليم الكلب كيفية التعامل مع المشاكل السلوكية مثل الخوف من أصوات معينة، أو القلق من الانفصال عن صاحبه، أو التبول داخل المنزل.
التدريب المتقدم، يشمل تعليمه مهارات معقدة مثل التنقل بين الحواجز، والقيام بحيل متقدمة، أو حتى تدريب الكلب ليصبح كلب خدمة يساعد الأشخاص ذوي الاحتياجات الخاصة.
تدريب الكلاب لأغراض خاصة، مثل تدريب الكلاب البوليسية والعسكرية أو الكلاب المساعدة مثل كلب مرافقة المكفوفين، والتي تتطلب مهارات تدريب متخصصة ودقيقة.

## أساليب تدريب الكلاب
تختلف أساليب تدريب الكلاب بحسب احتياجات الكلب وصاحبه، ومن بين الأساليب الأكثر استخدامًا:
طريقة التعزيز الإيجابي
تعتمد هذه الطريقة على تعزيز السلوكيات الجيدة من خلال مكافأة الكلب عندما يؤدي سلوكًا مرغوبًا. المكافآت يمكن أن تكون طعامًا مفضلًا للكلب، أو لعبة يحبها، أو حتى المدح والتشجيع الشفهي. هذا الأسلوب يهدف إلى زيادة السلوكيات الإيجابية وتحفيز الكلب على تكرار الأفعال الجيدة. تُعتبر هذه الطريقة الأكثر فعالية في تدريب الكلاب بشكل عام لأنها تساعد في بناء علاقة متينة قائمة على الثقة بين الكلب وصاحبه، ولا تسبب ضغوطًا نفسية على الكلب. تُستخدم هذه الطريقة في تعليم الأوامر الأساسية مثل "اجلس"، "تعال"، و"ابق".
التدريب بالتصحيح
يعتمد هذا الأسلوب على تصحيح السلوكيات غير المرغوب فيها من خلال التوبيخ أو إيقاف النشاط بشكل مفاجئ، مثل سحب الكلب بعيدًا عن الموقف الذي يسبب سلوكًا غير مرغوب فيه. الهدف هو تقليل السلوكيات السلبية، مثل القفز على الأشخاص أو الشخير المفرط. يجب أن يتم هذا النوع من التدريب بحذر شديد لتجنب تأثيرات سلبية على نفسية الكلب، مثل القلق أو الخوف من صاحبه. من المهم أن يكون التصحيح غير قاسي ويقتصر على الحالات التي تستدعي التدخل. الأسلوب يعتمد على موازنة بين التصحيح والمكافأة لضمان تأثير فعّال دون إلحاق أذى عاطفي.
التدريب بالترغيب والعقاب
هذا الأسلوب يجمع بين مكافأة السلوك الجيد (الترغيب) ومعاقبة السلوك السيئ (العقاب). الهدف هنا هو تعليم الكلب الفرق بين السلوكيات المقبولة وغير المقبولة. يعتمد هذا الأسلوب على تقديم مكافآت في حالة السلوك الجيد، مثل المدح أو الطعام، وفي المقابل تقليل السلوكيات غير المرغوب فيها عن طريق تطبيق العقاب الخفيف أو إيقاف النشاط. يُنصح باستخدام هذا الأسلوب بحذر لضمان التوازن بين الترغيب والعقاب، ويجب أن يكون العقاب غير مؤذي أو محبط للكلب. هذا الأسلوب مفيد في بعض الحالات التي تحتاج إلى تعديل سلوكيات معقدة أو سلوكية غير مرغوب فيها بشكل متكرر.